# Dusona mercator
Dusona mercator là một loài tò vò trong họ Ichneumonidae.